# Протитанкова загорожа

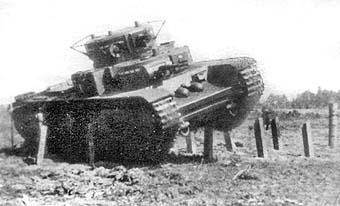
Т-35, що завис на противотанкових надовбах.

Протита́нкова загоро́жа — загородження, призначене для стримування та недопущення подальшого просування важкої механізованої техніка противника, зокрема танків, бронемашин та ін.

## Класифікація

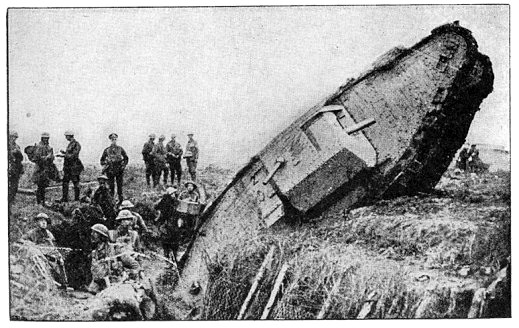
Танк Mark IV, який провалився в траншею.

До таких загороджень відносять:
- рови;
- ескарпи;
- бар'єри;
- противотанкові їжаки;
- завали.

### Ескарп
Еска́рп — крутий уступ або обрив, який розділяє ділянки з пологим нахилом земної поверхні.
Контрескарп — передня покатість рову.

#### Ескарп як оборонна споруда
Еска́рп — фортифікаційна споруда, спочатку — сторона оборонного (в наші часи протитанкового) рову, яка звернена до противника (і відповідно найближча до того, що обороняється), тоді як протилежна до нього сторона називалася контрескарп. У наш час також — протитанкова (протитранспортна) перешкода, що є штучно зрізаним під великим кутом краєм схилу або берега річки, заввишки декілька метрів, обернений передньою частиною до противника.

### Протитанковий їжак
Протитанковий їжак — найпростіше протитанкове загородження, що є об'ємними шестикінечними зірками. Цей оборонний засіб вперше використано на чесько-німецькому кордоні до 1938 року. У 1941 році був вдосконалений Михайлом Горіккером, генерал-майором технічних військ, в той час начальником оборони Києва і начальником Київського танкового училища. Їжаки менш ефективні, ніж міни та інші загородження, натомість їх можна виготовляти у великих кількостях з підручних матеріалів без застосування високих технологій і легко перекидати з однієї ділянки на іншу, що особливо цінно у воєнний час.
Застосування та принцип дії
Їжак роблять із трьох шматків сталевого прокату (зазвичай двотавра — рейка, кутник тощо) таким чином, щоб кінці балок утворювали октаедр. З'єднують балки заклепками на косинках (конструкція повинна витримувати вагу танка — до 60 тонн). На їжаках промислового виробництва залишають отвори для колючого дроту, одну з балок роблять змінною. Щоб ускладнити роботу ворожим саперам, їжаки можна з'єднувати ланцюгами або тросами, мінувати територію навколо тощо.
Їжаки встановлюються на твердому ґрунті (найкраще підходить асфальтове покриття вулиць). Бетон не годиться — по бетону їжак буде ковзати. Якщо танкіст спробує відштовхнути їжак, той перекочується під днище і танк виявляється піднятим. Гусениці втрачають зчеплення з землею, танк починає буксувати і часто виявляється нездатним з'їхати з їжака; балка, що виступає, може навіть пробити днище. Оборонцям залишається тільки знищувати танки, що зупинилися і не давати танкістам розтягнути їжаки буксирними тросами. А якщо супротивник повів танки іншим шляхом — протитанкова оборона виконала своє завдання.
Їжаки мають розмір близько 1 м у висоту — більше дорожнього просвіту танка, але нижчим за його лобовий лист. Недоцільно робити їжаки великих розмірів — їжак, який виявиться вищим за лобовий лист, танк легко зрушить.

### Протитанковий рів
Глибина рову повинна становити не менше 2 метрів, ширина не менше 5 метрів. Стінка, звернена в бік противника повинна мати ухил 45–60 градусів, а протилежна — 60–65 градусів. Більш круті стінки робити недоцільно, тому що земля з крутих укосів буде обсипатися, полегшуючи противнику роботи з подолання рову. Висота брустверів повинна бути не вище 0,5 метра і краю брустверів звернень в полі повинні бути пологими шириною близько 7 метрів. Такі бруствери деякою мірою маскують рів при спостереженні місцевості з рівня приладів спостереження механіка-водія. Краї брустверів, звернені до рову, повинні бути крутими, причому підлоговий бруствер повинен на відстані від краю рову не менше, ніж 1,5 метра, але не більше 2 метрів. Ці півтора-два метри як би розширюють рів. Справа в тому, що при спробі перестрибнути рів відрив гусениць танка від землі відбуватиметься не від краю рову, а з відстані 1,5–2 метра до краю рову. Берма протилежного бруствера робиться шириною близько 40–50 см. Це робиться для того, щоб ґрунт з бруствера не обсипався у рів.
Ширина рову по низу обрана виходячи з того, що танк, який потрапив у такий рів, не може розвернутися вздовж рову, піднятися по укосу тому. Глибина в 2 метри в поєднанні з шириною 2 метри виключає танку можливість користуватися своєю зброєю.